# Ханбабаева, Зульфия Гюльоглан кызы
Зульфия Гюльоглан кызы Ханбабаева (азерб. Zülfiyyə Güloğlan qızı Xanbabayeva; род. 16 октября 1967, Баку, Азербайджанская ССР, СССР) — азербайджанская эстрадная певица. Народная артистка Азербайджана (2008).

## Жизнь и творчество
Зульфия Ханбабаева родилась и выросла в Баку, корнями происходит из Губинского района Азербайджана. Образование получила в школе № 161. В школьные годы пела в хоре Авсара Джаванширова. Затем поступила на режиссёрский факультет Азербайджанского института искусств.
В 1987 году познакомилась с певицей Бриллиант Дадашевой, которая представила её композитору Джаванширу Гулиеву. Вскоре Зульфия Ханбабаева стала появляться в телевизионном эфире, исполняя песни Джаваншира Гулиева. В 1988 году выступив с песней композитора Вагифа Герайзаде «Səni xatırlayarkən», Ханбабаева стала лауреатом конкурса молодых исполнителей «Бакинская осень», в 1989 году — конкурса «Золотая осень», а в 1990 году — «Odlar Yurdu». В 1991 году приняла участие в Фестивале творческой молодежи «Новруз-91», проходившем в Алматы.
С 1991 по 1994 год работала в джазово-фольклорном сольном проекте ансамбля «Айпара», которым руководил Вагиф Герайзаде. В 1995 году в связи с личными проблемами на время ушла со сцены.
Вернувшись на эстраду в 1998 году, продолжила сольную карьеру при поддержке композитора Вагифа Герайзаде и своей давней подруги Нигяр Гаджизаде, которая по сей день является её продюсером. В начале 1999 года выходит первый успешный сингл Зульфии Ханбабаевой «Gecə» («Ночь»). Одноименный альбом выходит в феврале 2000 года и в него входят такие успешные песни как «Gecikməyin sevməyə», «Demirəm», «Ürəyim», «Bu gecə» и другие. Была награждена премией «Хумай» в 2000 году — за проект «Aləm oynasın» (дуэт с Фидан и Хураман Касимовой), в 2001 году — за клип к песне «Sən gedən gündən». 26 декабря, 2000 состоялся первый сольный концерт Зульфии Ханбабаевой, который прошёл с аншлагом в ГЦКЗ имени Г.Алиева. Свою третью премию «Хумай» Зульфия Ханбабаева получила за второй соло концерт, прошедший 31 мая 2002 года во дворце «Республика» (ныне дворец имени Г.Алиева). В этот же год получила звание Заслуженной артистки Азербайджанской Республики.
В мае 2004 года состоялось сольное выступление Зульфии Ханбабаевой на Республиканском стадионе имени Тофика Бахрамова, где также участвовал мега-звезда турецкой эстрады, певец Таркан. Летом 2005 года, при поддежке сотовой компании Azercell, Ханбабаева проводит ряд успешных сольных выступлений в различных городах Азербайджана, с программой «Canım, Məmləkətim». С конца 2008 года Ханбабаева работает над сольным альбомом, выход которого планируется в октябре 2009 года. Диск получит название «Дениз», в честь дочери певицы, которая родилась 26 октября 2007 года, в клинике Лейлы Шихлинской в Баку.
17 сентября 2008 года Президент Азербайджанской Республики Ильхам Алиев подписал указ о присвоении Зульфие Ханбабаевой звания Народной артистки Азербайджана. Помимо Ханбабаевой, звания «Народный артист» также получили Айгюн Кязимова, Бриллиант Дадашева, Ниса Гасымова и другие известные артисты.
7 декабря 2009 года состоялась презентация пятого по счёту альбома народной артистки Зульфии Ханбабаевой. В альбом «Dəniz» включены песни Микаила Векилова, Гусейна Абдуллаева, Кямала, Минаи Ибрагимовой, Вугара Джамалзаде, Говхар Гасанзаде, Мухтара Абсейнова, Эмиля Шахина, Исы Меликова, Эмина Керими, Сахиба Мамедова, Гюнель Сардар кызы и Эмина Меджнунбейли. Альбом выпущен первым официальным азербайджанским рекорд-лейблом компанией «BMF Records». Диск «Dəniz» — это первый компакт-диск из Азербайджана, который вошёл в мировую музыкальную базу данных.
20 июня 2017 года Зульфия Ханбабаева представила первый за несколько лет клип на новую песню "Melancholia". Автор музыки и слов — MC Murad, режиссёр клипа — Гусейн Гарибов.

## Альбомы[9]
- 2000 — «Gecə»[10]
- 2001 — «Sən gedən gündən»[11]
- 2003 — «Qəlbinə yol»[12]
- 2005 — «Sənsiz»
- 2009 — «Dəniz»[13]
- 2020 — «Oxu» (Сборник лучших хитов)[14]
- 2020 — «Melancholia» (Сборник лучших хитов)[15]

## Синглы
- 2016 — «Çarəsiz» (single)[16]
- 2017 —  «Melancholia» (single)[17]
- 2017 —  «Etiraf» (single)[18]
- 2018 — «Yenə Gəl» (single)[19]
- 2019 — «Sevən Tərəfdən Mən» (single)[20]
- 2019 — «Oxu» (single)[21]

## Видеография
- 1999 — «Demirəm»[22]
- 2000 — «Gecikməyin sevməyyə»
- 2000 — «Aləm oyansın»
- 2001 — «Sən gedən gündən»
- 2001 — «Son Gecə»[23]
- 2003 — «Qəlbinə yol»
- 2003 — «Sənsiz»
- 2004 — «Səninlə»
- 2004 — «Azərbaycan»
- 2005 — «Ayrılığa dözərəm»
- 2006 — «Xatirla məni 2005»
- 2006 — «Gözümün Qarası»
- 2007 — «Mənimləsən»
- 2010 — «Unut Getsin»
- 2010 — «Nə Faydası»
- 2013 — «Sən Azərbaycanlısan»
- 2014 — «İki doğma insan»[24]
- 2017 —  «Melancholia»
- 2017 —  «Etiraf»[25]
- 2019 — «Sevən Tərəfdən Mən»[26]
- 2019  — «Oxu»[27]